# Buick Velite 7
La Buick Velite 7 è un'autovettura elettrica realizzata dalla casa automobilistica statunitense Buick dal 2020, esclusivamente per il mercato cinese.

## Descrizione
Una vettura dalle caratteristiche simili alla Buick Velite 7 è apparsa per la prima volta in un documento del 2017 che descriveva i piani e i progetti futuri della GM per i veicoli elettrici. La Velite 7 è stata presentata nel giugno 2020, venendo poi lanciata sul mercato nel luglio 2020 insieme alla Buick Velite 6.

## Caratteristiche
Costruita e venduta esclusivamente in Cina utilizzando la piattaforma GM BEV2 nella versione più grande appositamente realizzata per i veicoli elettrici, la vettura è disponibile in due varianti, entrambe dotate di due modalità di guida (standard e sport) e due modalità di recupero dell'energia Regen on Demand e One Pedal Driving.
La Velite 7 è dotata di una batteria agli ioni di litio fornita dalla LG con una capacità di 55,6 kWh e un'autonomia dichiarata di circa 500 km sul ciclo di omologazione NEDC, che alimenta un motore elettrico sincro a magneti permanenti posto sull'asse anteriore da 130 kW (177 CV) e con una coppia di 360 Nm. I tempi di ricarica attraverso una presa CA sono di circa 9,5 ore, mentre attraverso il sistema di rapida CC in circa 1 ora si passa dallo 0 all'80%. L'accelerazione nello 0-100 km/h viene coperto in 7,4 secondi, mentre la velocità massima è autolimitata a 145 km/h.